# Wermad
Wermad ou Wiomad, Weomad ou Wiemad (en latin, Weomadus ou Wiomagus ) est évêque de Trèves de 757 ou 758 jusqu'à sa mort, en 791. Ce serait un membre de la dynastie des Widonides, le dernier évêque héréditaire de Trèves pour cette famille.

## Biographie
Tout d'abord abbé de l'abbaye Saint-Maximin de Trèves puis de l'abbaye de Mettlach, à 40km de Trèves, il est nommé évêque de Trèves en 757 ou 758, et conservera ce poste jusqu'à sa mort en 791. Il obtient la pleine autonomie sur son diocèse, et grâce à son action, les propriétés ecclésiastique de la région de Trèves ne répondent plus de la juridiction des seigneurs locaux. Il signe une charte royale pour la cité de Prüm en 762, puis participe à la fondation de Lorsch un an plus tard. En 764, il assiste à la dédicace de la réputé abbaye de Lorsch. En 774, il accompagne Charlemagne lors de sa guerre contre les lombards en Italie. Il se joint de nouveau à lui 791 lorsque le roi va combattre les Avars. Il meurt sûrement au cours de cette expédition, le 8 novembre 791. 
En 1490, son nom apparait dans le martyrologe d'Usuard, plaçant sa fête le 8 novembre.